# تراث حزين
ثرات حزين (بالإسبانية: Triste Herencia)‏ هو رسم زيتي على قماش للفنّان والرّسام الإسباني خواكين سورويا. تعودُ اللوحة الفنيّة لعام 1899 ويُصوّر فيهَا سورويا مسرح شاطئ كابانال في فالنسيا حيثُ يوجدُ العديد من الأطفال ذوي الاحتياجات الخاصّة وهم يستعدونَ لأخذ حمام في البحر في محاولة منهم لعلاجِ بعض مشاكلهم الصحية.
حاول سورويا من خلال لوحتهِ هذه تسليط الضوء على الأطفال الذين يُعانون من مشاكل صحيّة خاصّة العاجزين عن المشي أو الذين يمشون بصعوبة من خلال الاعتماد على العكاز كما حاولَ لفتَ الانتباه إلى قضيّة الشبان والشابات الذينَ يُعانون من شلل الأطفال وهوَ مرض شائع جدا ينتجُ عنهُ تشوهات خطيرة في الجهاز الحركي. يظهرُ في اللوحة كذلك القديس يوحنا الذي يعملُ على مراقبة الأطفال بعناية. ينتمي هذا العمل الفنّي إلى الحِقبة الأولى للرسام حينَما كان يتناول العديد من القضايا الاجتماعية.
عُرضت هذه اللوحة في باريس خلالَ المعرض العالمي عام 1900؛ حينَها فاز بالجائزة الكبرى كما حصلَ في عام 1901 على ميدالية الشرف من المعرض الوطني للفنون الجميلة في إسبانيا. اشتُريت اللوحة في عام 1981 من قبل بنك بانكاخا الذي وهبها إلى كنيسة العذراء في نيويورك.